# (661) Cloelia
(661) Cloelia – planetoida z grupy pasa głównego asteroid okrążająca Słońce w ciągu 5 lat i 88 dni w średniej odległości 3,02 j.a. Została odkryta 22 lutego 1908 roku w Taunton (Massachusetts) przez Joela Metcalfa. Nazwa planetoidy pochodzi od Klelii, legendarnej postaci wczesnej historii Rzymu. Przed nadaniem nazwy planetoida nosiła oznaczenie tymczasowe (661) 1908 CL.